# Tymczasowe Instytucje Federalne Somalii
Tymczasowe Instytucje Federalne Somalii – instytucje rządowe utworzone na przełomie października i listopada 2004 podczas konferencji w Nairobi.
W skład Tymczasowych Instytucji Federalnych wchodziły:
- Tymczasowa Karta Federalna – przejściowy dokument organizujący funkcjonowanie państwa[1][2]
- Tymczasowy Parlament Federalny – władza ustawodawcza[3]
- Tymczasowy Rząd Federalny – władza wykonawcza[4]

Mandat wszystkich instytucji tymczasowych w Somalii wygasł w sierpniu 2012, po utworzeniu rządu federalnego.